# One Step Beyond (sång av Madness)
"One Step Beyond..." är det brittiska ska/popbandet Madness andra singel. Den skrevs av den jamaicanske skaartisten Cecil "Prince Buster" Campbell. I Madness version spelas dock låten två gånger, eftersom den ansågs för kort för att släppas som singel, plus ett intro skrivet och framfört av Madness andresångare och trumpetare Chas Smash.
Madness spelade även in "One Step Beyond..." på spanska ("Un Paso Adelante") och italienska ("Un Passo Avanti") . Detta för att en spansk och en italiensk artist brukade översätta populära engelska låtar till sina landsspråk, och Madness ville ge dem en knäpp på näsan.
"One Step Beyond..." har varit öppningsnummer på nästan alla Madness framträdanden.
"One Step Beyond..." låg 14 veckor på englandslistan och nådde som bäst en sjunde placering.

## Låtlista
7" vinyl
1. "One Step Beyond..." (Cecil "Prince Buster" Campbell) – 2:17
2. "Mistakes" (Michael Barson, John Hasler) – 2:39

12" vinyl
1. "One Step Beyond..." (Cecil "Prince Buster" Campbell) – 2:17
2. "Mistakes" (Michael Barson, John Hasler) – 2:39
3. "Nutty Theme" (Graham McPherson, Lee Thompson) - 2:10 2:10